# Trichoferus lunatus
Trichoferus lunatus là một loài bọ cánh cứng trong họ Cerambycidae.